# Hércules CF
Hércules de Alicante Club de Fútbol (wym. [ˈerkules]) – hiszpański klub piłkarski z siedzibą w Alicante.

## Osiągnięcia
- 20 sezonów w Primera División
- 42 sezonów w Segunda División
- 11 sezonów w Segunda División B
- 7 sezonów w Tercera División

## Historia
Klub Hércules został założony 12 marca 1922. W sezonie 2006/2007 występował w rozgrywkach Segunda División, do której awansował w 2005 po zajęciu 2. miejsca w rozgrywkach Segunda División B. W sezonie 2009/2010 wywalczył awans do Primera División. Po rozgrywkach w latach 2010/2011 zespół został zdegradowany do Segunda División.
Swoje mecze domowe rozgrywa na stadionie im. José Rico Péreza, o pojemności 30 000.

## Skład w sezonie 2013/2014
| Nr | Poz. | Piłkarz           |
| -- | ---- | ----------------- |
| 1  | BR   | Ismael Falcón     |
| 2  | OB   | Aitor Fernández   |
| 3  | OB   | Borja Gómez Pérez |
| 4  | PO   | Héctor Yuste      |
| 5  | PO   | Abdoul Sissoko    |
| 6  | OB   | Alberto Escassi   |
| 7  | PO   | Adrián Sardinero  |
| 8  | OB   | Noé Pamarot       |
| 9  | NA   | Javier Portillo   |
| 11 | NA   | Eldin Hadžić      |

| Nr | Poz. | Piłkarz           |
| -- | ---- | ----------------- |
| 13 | BR   | Ismael Falcón     |
| 14 | NA   | Yugi              |
| 15 | PO   | Javi Hervás       |
| 16 | OB   | Paco Peña         |
| 17 | PO   | David Ferreiro    |
| 18 | NA   | Gorka Azkorra     |
| 19 | OB   | Juan Manuel Ortiz |
| 21 | PO   | Gaj Asulin        |
| 22 | PO   | Quique De Lucas   |
| 23 | OB   | Héctor Font       |